# Rancho da Maioridade
O Rancho da Maioridade ou Casa da Pedra é uma construção localizada na Rodovia Caminho do Mar e que foi construída em 1922 a fim de servir como ponto de descanso aos turistas, assim como o Pouso de Paranapiacaba. A construção ganhou esta nome em homenagem à Estrada da Maioridade. Neste ponto, também havia uma bica para pôr água nos radiadores e para as pessoas beberem. Inicialmente abrigava uma garagem, oficina para consertos de automóveis e acomodação para eventual pernoite. Existe a lenda de que Dom Pedro I se encontrava com a Marquesa de Santos neste local, o que é não corresponde a verdade. O rompimento do casal ocorreu em 1828, sendo que a marquesa faleceu na cidade de São Paulo em 1867, viúva de Rafael Tobias de Aguiar. Dom Pedro I retornou para Portugal em 1831, vindo a falecer em 1834 no mesmo quarto onde havia nascido em 1798.